# Juge royal (Hongrie)
Le juge royal (juge suprême ou encore juge du royaume ; en hongrois országbíró ; en allemand Oberste Landesrichter ; en latin curialis comes ou iudex curiae regiae), est le magistrat de l'ensemble du royaume de Hongrie entre 1127 et 1884, et l'un des plus hauts titres, précédé par le palatin de Hongrie qui assurait sa fonction jusqu'au début du XIIIe siècle. Cette fonction devient après 1884 symbolique et honorifique, mais subsiste jusqu'à la chute de l'Empire austro-hongrois en 1918.

## Sources
- Kristó, Gyula. Histoire de la Hongrie médiévale. Tome I: Le temps des Arpads. France, Presses universitaires de Rennes, 2015  (ISBN 9782753524965)
- Fügedi, Erik. Ispánok, bárók, kiskirályok Magvető Könyvkiadó, Budapest, 1986  (ISBN 963-14-0582-6)
- Fraknói, Vilmos. A nádori és országbírói hivatal eredete és hatáskörének történeti kifejlődése, 1863